# Şeref Tüfenk
Şeref Tüfenk (ur. 22 września 1983) – turecki zapaśnik w stylu klasycznym. Dwukrotny olimpijczyk. Ósmy w Atenach 2004 w wadze 60 kg. Siedemnasty w Pekinie 2008 w kategorii 74 kg.
Zajął 18. miejsce w mistrzostwach świata w 2001. Wicemistrz Europy w 2008. Złoty medal igrzysk śródziemnomorskich w 2009. Pierwszy w Pucharze Świata w 2012 i 2013; trzeci w 2003 i 2007; czwarty w 2001 i 2010 i szósty w 2011. Mistrz uniwersjady w 2005. Akademicki mistrz świata w 2004 i 2006, trzeci w 2010. Mistrz świata juniorów w 2001 i 2003, europy w 2002 roku.